# Vrouwenboekwinkel Trix
Vrouwenboekwinkel Trix was een Nederlandse boekhandel gericht op vrouwen. De winkel bestond van 1975 tot en met 1995 en was gevestigd in Den Haag.

## Geschiedenis

### Oprichting
De winkel begon in 1975 met een vrouw die met een koffertje vol boeken naar vrouwenbijeenkomsten en manifestaties ging. In 1978 kreeg het boekwinkeltje een boekenplank, later een kast, in het Haagse Vrouwenhuis op de Anna Paulownastraat. De boeken werden ingekocht via boekwinkel Ruward, destijds gevestigd aan het Spui. In 1985 verhuisde het Haagse Vrouwencentrum, zoals het vanaf toen officieel heette, naar de Prins Hendrikstraat 33.
Trix werd gerund door een vrouwencollectief. De vrijwilligsters in dit collectief waren allemaal verantwoordelijk voor de in- en verkoop en de administratie. De 'boekwinkel' was geopend op dinsdag en donderdag van 10.00 tot 17.30 uur en op dinsdag, woensdag en donderdag van 19.30 tot 22.00 uur. Nog voor de verhuizing en heropening van het Vrouwenhuis spraken de medewerksters al over het betrekken van een eigen pand, in plaats van een plekje in het Vrouwencentrum. Een van de redenen was dat het vrouwenhuis niet meer zo gezellig was. Daardoor bleven vrouwen weg en dat had zijn weerslag op de verkoop.
Op 3 april 1984 opende Trix een zelfstandige boekwinkel aan de Prinsestraat 122. De ruimte werd gehuurd van Romein van der Drift, een zelfstandig meubelmaakster. De gemeente Den Haag verstrekte een bescheiden subsidie. Daarnaast gaf Trix 'Kredietbrieven' uit. Deze kredietbrieven, ter waarde van 25 of 100 gulden, konden in de winkel ingewisseld worden voor een boek. Op die manier kon Trix een winkelvoorraad opbouwen. De winkelruimte was bescheiden, waardoor de boekencollectie niet zo groot was als de vrouwen zouden willen. Er werden daarom duidelijke keuzes gemaakt. Geen kinderboeken bijvoorbeeld, wel veel Engelstalige literatuur, literatuur door vrouwen van kleur en boeken en tijdschriften door en voor lesbische vrouwen. Achter de winkel was een ruimte waar literaire salons en exposities werden georganiseerd, vaak in samenwerking met andere organisaties. Zo werd op 6 oktober 1984 een Vrouwenliteratuurdag voor zwarte vrouwen georganiseerd, samen met Novib en het Haags Vrouwencentrum, en kort daarop een expositie over Belle van Zuylen samen met het Letterkundig Museum in Den Haag. In mei 1985 werd in opdracht van de Culturele Raad Zuid-Holland, die een prijs wilde uitreiken aan de boekwinkels, een onderzoek uitgevoerd naar Vrouwenboekwinkels in Zuid-Holland. De onderzoekster Hetty Hendrikx concludeerde dat het goed ging met Trix, dat de activiteiten goed werden bezocht en dat de winkel veelbelovend was. Samen met de vrouwenboekwinkels Gaia (Leiden), Brood en Rozen (Dordrecht) en Aradia (Gouda) ontving Trix de oorkonde van de Culturele Raad voor de grote inzet waarmee schrijfsteravonden en literaire workshops werden georganiseerd. Schrijfsters die Trix in de jaren '80 en '90 ontving zijn onder meer Sepha de Leeuw, Inez van Dullemen, Carla Bogaards Ankie Peypers, Elly Danics (een Canadese schrijfster), Marijke van Hooff, Margriet de Moor, Hella Haasse, Sjuul Deckwitz, Lieve Joris, Anja Meulenbelt, Margaretha Ferguson, Maria van der Steen, Hannemieke Stamperius, Margriet Meester, Mirjam Guensberg en Emma Huismans.

### Samenwerkingen
De vrouwenboekwinkels in Nederland overlegden regelmatig met elkaar en organiseerden onder meer, naast de gewone boekenweken, ook vrouwenboekenweken. In het archief van Trix bevindt zich een programma van de vrouwenboekenweek van 14 tot en met 21 november 1987, waarin te zien is bij welke landelijke en lokale activiteiten Trix participeerde: er werd een reisverhalenwedstrijd georganiseerd waarvan de prijsuitreiking plaatsvond in station Hollands Spoor, in het Surinaams/Antilliaans Vrouwencentrum werd de nieuwe roman van Joanna Werners, Droomhuid, gepresenteerd en traden dichteressen op, in de ruimte achter de boekwinkel organiseerde Trix een prozaworkshop en een poëzievoordracht, Willemien Ruygrok (destijds beleidsmedewerker van COC Nederland) kwam met een 'lesbische boekenkist' praten over 'lesbisch lezen' in COC-pand Basta, in het Haagse vrouwencafé Mikmak was een thema-avond over 'Dilemma's van het feminisme' en op de zaterdag was er een feestelijke afsluiting in het Filmhuis Den Haag.

### Faillessement
Zoals veel vrouwenboekwinkels worstelde ook Trix vanaf het begin met de financiën. De omzet was eigenlijk niet voldoende om de voorraad op peil te houden en het assortiment up to date. De gemeente Den Haag verleende subsidie, eerst structureel, maar later alleen voor activiteiten, en de winkel kreeg steeds meer moeite om aan de voorwaarden te voldoen. Het landelijk overleg met de vrouwenboekwinkels werd moeizamer. Zo voelden in 1993 niet alle vrouwenboekwinkels meer voor een alternatief vrouwenboekenweekgeschenk.
Kartrekker van het eerste uur was Willy van den Berge (1930-2016), die indertijd de naam van haar ex-man gebruikte (Cornets de Groot). Zij en Marguerite Ponse (1946-2007), die vanaf 1984 betrokken is geweest, waren tot het faillissement en daarop volgende sluiting in 1995 belangrijke medewerksters van de boekwinkel. Daarnaast hebben onder meer de schrijfster van lesbische liefdesromans Susan de Boer en Albertina Soepboer enige tijd meegedraaid in het collectief van Vrouwenboekwinkel Trix.